# Consiglio nazionale della Georgia

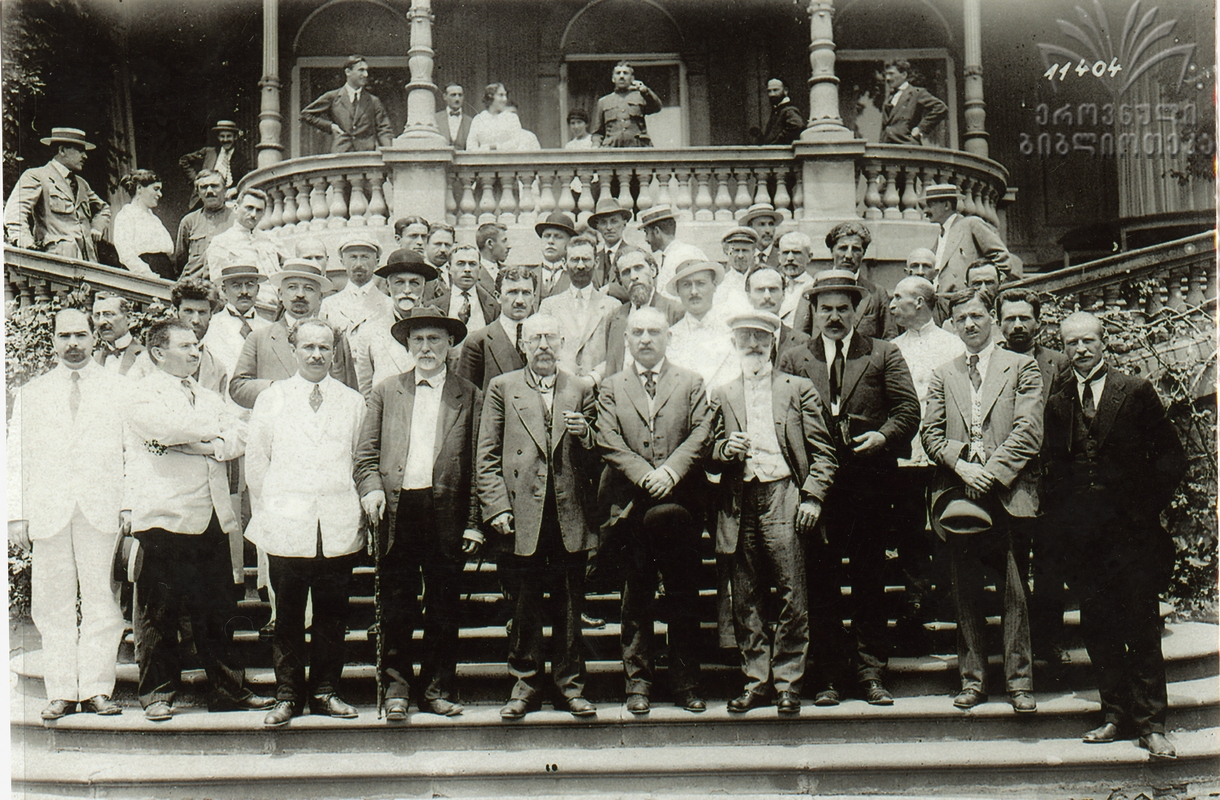
Membri del Consiglio nazionale della Georgia, dopo la dichiarazione dell'indipendenza della Georgia, Tbilisi il 26 maggio 1918

Il Consiglio nazionale della Georgia (in georgiano : საქართველოს ეროვნული საბჭო, sakartvelos erovnuli sabcho) è stato il primo organo legislativo delegato formato dai principali partiti politici e organizzazioni sociali della Georgia il 19 novembre 1917, durante la rivoluzione russa. Il Consiglio ha presieduto la dichiarazione d'indipendenza della Repubblica Democratica di Georgia il 26 maggio 1918, ed è stato ribattezzato Parlamento della Georgia (საქართველოს პარლამენტი, sakartvelos parlament'i) il 4 ottobre 1918. È stato sostituito dall'Assemblea costituente della Georgia, un organo legislativo eletto attraverso le elezioni generali nazionali il 14 febbraio 1919.

## Formazione
Il Consiglio nazionale della Georgia (NCG) è stato eletto al Congresso nazionale della Georgia tenutosi presso il Teatro del Tesoro di Stato a Tiflis (ora Teatro dell'Opera e del Balletto di Tbilisi) dal 19 al 23 novembre 1917, e hanno partecipato 329 delegati provenienti da tutte le principali istituzioni politiche della Georgia, dai partiti e organizzazioni sociali, dai sindacati, assemblee nobiliari e chiesa. Ciò fu la reazione al colpo di stato bolscevico in Russia di cui la Georgia faceva ancora formalmente parte. Il Consiglio era dominato dal Partito Social Democratico del Lavoro della Georgia (menscevico) e il menscevico Akaki Chkhenkeli ne fu eletto presidente.

## Ruolo politico
Il Consiglio nazionale georgiano non ottenne inizialmente l'influenza di cui godevano le sue controparti tra gli armeni e gli azeri e rimase oscurato dal Soviet dei deputati operai e soldati - dominato dal fragile blocco dei menscevichi e dei Partito Socialista Rivoluzionario - fino alla formazione del Commissariato Transcaucasico nel novembre 1917.
Il 26 maggio 1918, l'NCG dichiarò l'indipendenza della Georgia sotto forma di repubblica democratica e assunse il ruolo di legislatore repubblicano a cui doveva rendere conto il governo provvisorio della Georgia - presieduto da Noe Ramishvili e poi da Noe Zhordania. L'NCG ampliato fu convertito nel Parlamento della Georgia il 4 ottobre 1918 e Nikolaj Semënovič Čcheidze divenne il suo nuovo presidente. Sotto la sua guida, le elezioni generali per l'Assemblea costituente furono preparate e organizzate nel febbraio 1919.